# Phoma clematidina
Phoma clematidina är en lavart som först beskrevs av Thüm., och fick sitt nu gällande namn av Boerema 1979. Phoma clematidina ingår i släktet Phoma, ordningen Pleosporales, klassen Dothideomycetes, divisionen sporsäcksvampar och riket svampar.   Inga underarter finns listade i Catalogue of Life.